# Église Saint-Jean-Baptiste de Bois-d'Haine
L’église Saint-Jean-Baptiste est un édifice religieux catholique sis au centre de Bois-d'Haine, un village au nord de la ville de La Louvière en Belgique. Une chapelle datant du XIVe siècle est remplacée en 1873 par la nouvelle église néo-gothique. L'église est lieu de culte de la communauté catholique de Bois-d'Haine.

## Histoire
Une chapelle publique construite en 1315 subsista jusqu’à la moitié du XIXe siècle. C’est dans cette chapelle que fut baptisée Louise Lateau en 1850. L’augmentation de la population, et surtout l’afflux des visiteurs et pèlerins attirés par la réputation de ‘stigmatisée’ et mystique donnée à Louise Lateau, conduit à la construction d’un nouveau lieu de culte catholique. 
La large nouvelle église catholique, de style néo-gothique est achevée en 1873. Elle se trouve ‘place de l’Église’, au centre du village, à peu de distance du grand échangeur routier entre l’E 42 ('Autoroute de Wallonie') et l’ A501. 
Sans avoir aucun caractère officiel l’église est devenue comme le ‘sanctuaire’ de Louis Lateau. L’association ‘Les amis de Louise Lateau’ y organisent tous les ans, le 25 août ou un dimanche proche de cette date-anniversaire de sa mort, une messe solennelle avec procession à la tombe de la stigmatisée. Le monument funéraire se trouve derrière l’église, adossé à son chevet, dans ce qui était auparavant le cimetière de la paroisse.